# イ・ヨンア
イ・ヨンア（이영아、Lee Young-ah、1984年10月23日- ）は、韓国の女優。

## 人物
- 1984年10月23日、慶尚北道亀尾市生まれ。
- 身長165cm、体重47kg、血液型B型。
- 慶北芸術高校卒業。漢陽大学校舞踊学科卒業[1]、同校生活舞踊芸術学科中退。
- 2003年にMBCのバラエティ番組『カン・ホドンの赤い糸』でデビュー[1]。
- デイドリーム・エンターテインメントに所属[1]。
- 2020年5月、一般人男性と結婚[2]。同年8月、第1子を出産[3]。

## 出演

### ドラマ
- 名家の娘ソヒ（2004年-2005年、SBS） - イ・サンウィ役
- 愛してる、宿敵よ（2005年、SBS） - ミヒャン役
- 黄金のりんご（2005年、KBS） - キョンスク役
- ウエディング（2005年、KBS） - ジヨン役
- 愛は誰にも止められない（2006年、MBC） - ソ・ウンミン役
- 黄金の新婦（2007年-2008年、SBS） - ヌエン・ジンジュ役
- 一枝梅(イルジメ)（2008年、SBS） - ポンスン役
- 千秋太后（2009年、KBS） - 大穆(テモク)王后役
- 製パン王 キム・タック（2010年、KBS） - ヤン・ミスン役
- ヴァンパイア検事（2010年、OCN） - ユ・ジョンイン役
- ヴァンパイア検事2（2011年、OCN） - ユ・ジョンイン役
- 大王の夢（2012年-2013年、KBS） - スンマン役
- 失業手当ロマンス（2013年、Eチャンネル） - イム・スンヒ役
- 頑張れチャンミ！（2014年-2015年、SBS） - ペク・チャンミ役
- 幽霊が見える刑事チョヨン2（2015年、OCN） - キム・ユリ役
- 最後まで愛（2018年、KBS） - ハン・ガヨン役

### 映画
- 二つの顔の猟奇的な彼女（2007年、韓国）友情出演
- Mr.タチマワリ（2008年、韓国）ナビゲーション 声の出演
- 樹木葬（2012年、韓国）チョンア役
- 海に降る雪（2015年、韓国）ソンミ役

### TVバラエティほか
- カン・ホドンの赤い糸(2003年、MBC)
- スターの楽しい里帰り～タルゴナ(2011年-2015年、SBS)
- コメディ・ビッグリーグ(2011年-2012年、tvN)
- クァク・スンジュンのクールカダン(2013年、tvN) 時事・教養番組
- ジャングルの法則inボルネオ(2014年、SBS)

## 広報大使
- 2004年 「ネオウィズ Pmang(ピーマン)」アクアガール
- 2006年 「大韓赤十字社」献血広報大使
- 2007年2月 「第8回全州国際映画祭」広報大使
- 2010年10月 「囲碁」広報大使
- 2010年10月 「忠清北道」名誉広報大使
- 2012年9月 「大韓赤十字社」献血広報大使

## 受賞歴
- 2006年 「第42回百想芸術大賞」放送部門女子新人演技賞
- 2006年 「MBC演技大賞」連続劇部門特別賞
- 2007年 「SBS演技大賞」10大スター賞
- 2008年 「第35回韓国放送大賞」新人タレント賞
- 2010年 「第18回大韓民国文化芸能大賞」タレント部門女子優秀賞
- 2010年 「KBS演技大賞」ベストカップル賞